# طاولة عمل

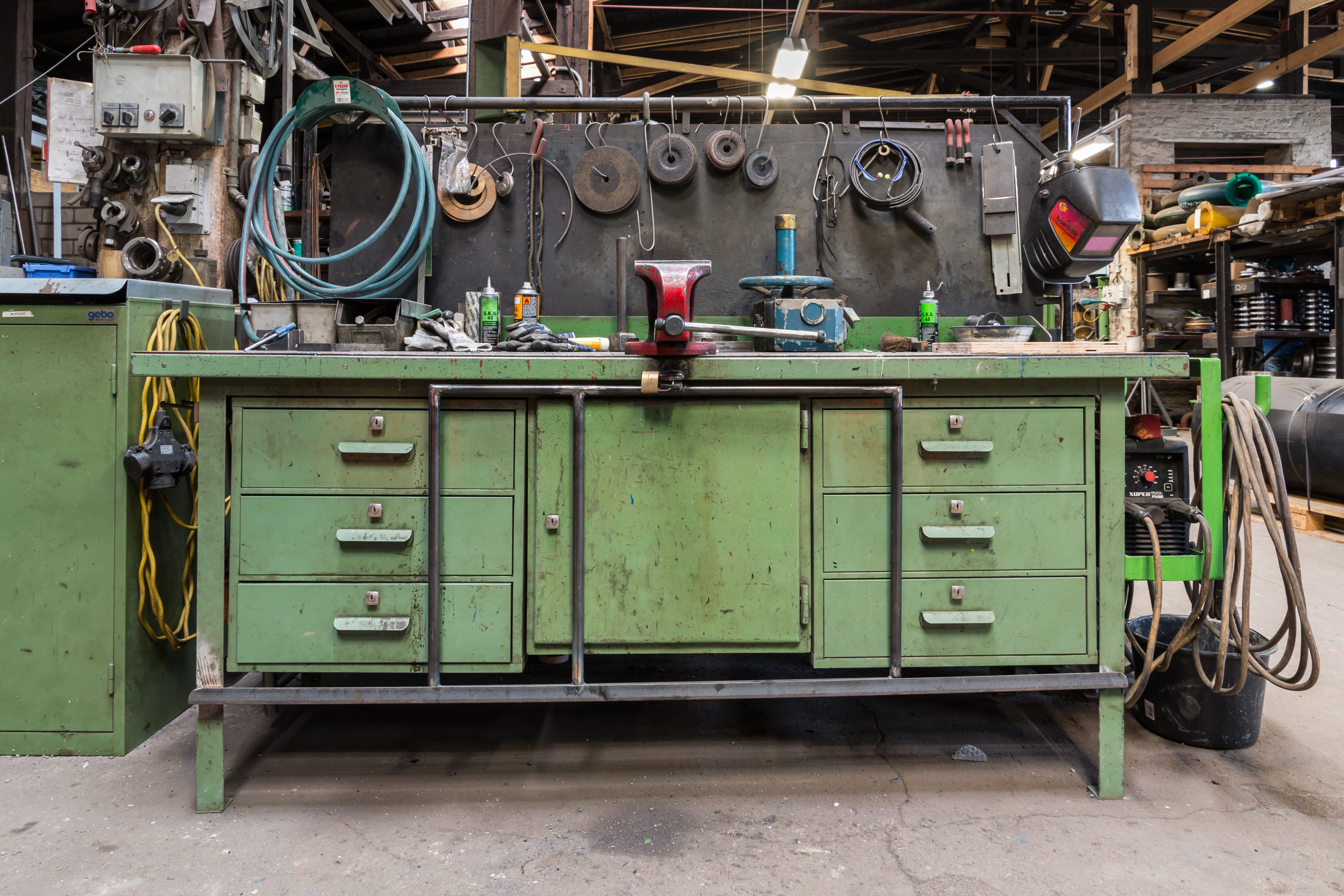

طاولة العمل (بالإنجليزية: Workbench)‏ أو منضدة العمل أو المَنجرة هي طاولة متينة يتم عليها العمل اليدوي. وهي تتراوح من الأسطح المستوية البسيطة إلى التصاميم المعقدة التي يمكن اعتبارها أدوات بحد ذاتها. تختلف طاولات العمل في الحجم من الطاولات الصغيرة في وُرَش العمل البسيطة إلى الطاولات الضخمة التي تستخدم في المصانع والمعامل. جميع طاولات العمل تقريبًا مستطيلة الشكل، وغالبًا ما تستخدم السطح والزوايا والحواف كمعايير مسطحة وقد تحتوي على قياسات وأبعاد يستخدمها صاحب العمل في القياس. تتنوع طاولات العمل في التصميم ولكن معظمها يشترك في سمات معينة:
- ارتفاع مريح للعمل مع تجهيزات للعمل جالسًا أو قائمًا.
- طريقة لتثبيت قطعة العمل على السطح بحيث يمكن تشغيلها بكلتا اليدين.

طاولات العمل مصنوعة من العديد من المواد المختلفة بما في ذلك المعادن والخشب والحجر حسب احتياجات العمل. تُسمى طاولة العمل بأسماء منها المنجرة التي يؤدي النجار عليه أعماله.